# 이주형 (프로듀서)
이주형(1989년 9월 24일 ~ 2024년 8월 22일)은 대한민국의 감독이었고 삼시세끼, 신서유기 출연했었다.

## 생애
- 2016년 CJ ENM tvN 제작 PD로 입사한 후 삼시세끼 고창편, 신서유기 시즌 2·3, 대탈출 4, 코리안 몬스터 - 그를 만든 시간, 어쩌다 어른, 코미디빅리그 등 여러 예능 프로그램을 연출하였고,
- 2023년 7월 쿠팡플레이가 인수한 보더리스필름으로 이직했다. 디즈니+에서 방영된 풀카운트 제작에도 참여했다.

## 학력
- 중앙대학교 연극영화학과 (졸업)

## 방송
- 삼시세끼/고창편
- 신서유기2 언리미티드
- 2017년 신서유기3
- 2019년 어쩌다 어른
- 2020년 코리안 몬스터 - 그를 만든 시간
- 2021년 대탈출/SPECIAL(시즌 4)
- 코미디빅리그
- 2023 풀카운트

## 사망
- 2024년 8월 22일 0시 25분경 서울특별시 마포구 상암동에서 탑승 중이던 택시가 주차된 관광버스와 주행 중이던 경차를 잇따라 들이받으며 안타깝게도 현장에서 사망했다.
- 나영석, 신효정을 비롯한 신서유기 PD 7명은 "이주형 PD는 맡은 일에 누구보다 큰 책임감을 가지고, 항상 마지막까지 최선을 다해 달리던 성실한 후배였다. 항상 가장 먼저 불이 켜지던, 늘 프로그램에 필요한 것들을 세심하게 체크하고 정돈해 두었던, 그의 자리를 기억하겠다. 이주형 PD와 함께 신서유기를 할 수 있어서 기뻤다"라며 추모했다.